# Rhodactis inchoata
Rhodactis inchoata är en korallart som beskrevs av Oscar Henrik Carlgren 1943. Rhodactis inchoata ingår i släktet Rhodactis och familjen Corallimorphidae. Inga underarter finns listade i Catalogue of Life.